# Erateina albonulata
Erateina albonulata är en fjärilsart som beskrevs av Druce 1907. Erateina albonulata ingår i släktet Erateina och familjen mätare. Inga underarter finns listade i Catalogue of Life.